# C/1847 C1
C/1847 C1, kometa Hinda – kometa długookresowa, która powróci prawdopodobnie w okolice Słońca. Widoczna była gołym okiem.

## Odkrycie i orbita komety
Kometę C/1847 C1 odkrył John Russell Hind 6 lutego 1847 roku. Osiągnęła ona swe peryhelium 30 marca tegoż roku i znalazła się w odległości 0,04 au od Słońca. Porusza się ona po niezwykle wydłużonej eliptycznej orbicie o nachyleniu 48,66° względem ekliptyki.